# Gabriel Cañellas
Gabriel Cañellas Fons (Palma de Mallorca, 1941) es un político español. Fue presidente del Gobierno Balear entre 1983 y 1995, inicialmente bajo las siglas de Alianza Popular, después en Coalición Popular y finalmente como miembro del Partido Popular.
Imputado por el conocido Caso Túnel de Sóller por prevaricación y cohecho en la adjudicación de las obras del túnel. Quiebra de la Sociedad de valores Brokeval. Talones de la empresa constructora de Antonio Cuart sirven para pagar votos electorales del PP en Baleares en las campañas electorales de 1989 (elecciones generales) y 1991 (elecciones locales y autonómicas) y para financiar la Fundación Islas Baleares presidida por Gabriel Cañellas.[cita requerida]
La sentencia del Tribunal Superior de Justicia de las Islas Baleares de julio de 1997 cerró el caso declarando probadas las acusaciones, pero los acusados fueron absueltos por la prescripción del delito.[cita requerida]
- Datos: Q3079727
- Multimedia: Gabriel Cañellas / Q3079727